# Petra tu Dijeni
Petra tu Dijeni (gr. Πέτρα του Διγενή, tur. Yeniceköy) – wieś na Cyprze, w dystrykcie Nikozja. Nazwa Dijeni została nadana na pamiątkę legendarnego bohatera Dijenisa Akritasa